# Villar de Fallaves
Villar de Fallaves is een gemeente in de Spaanse provincie Zamora in de regio Castilië en León met een oppervlakte van 20,92 km². Villar de Fallaves telt 46 inwoners (1 januari 2016).

## Demografische ontwikkeling
Bron: INE, 1857-2011: volkstellingen